# Capillariasis
Capillariasis oder Kapillariose sind Erkrankungen, die durch Haarwürmer ausgelöst werden. Beim Menschen wird dabei insbesondere die Parasitose, die durch Capillaria philippinensis hervorgerufen wird, so bezeichnet. Diese Form der Capillariasis wurde 1963 erstmals durch Carmen Velasquez auf den Philippinen beschrieben, spätere Fallberichte kamen aus Thailand, Japan, Taiwan, Korea, Iran, Ägypten, Italien und Spanien. Daneben können auch der Lungenhaarwurm und der Leberhaarwurm Erkrankungen beim Menschen auslösen.
Die erwachsenen Würmer leben in der Schleimhaut des Dünndarms. Die weiblichen Tiere legen Eier, die mit den Exkrementen in Gewässer gelangen können. In den Eiern entwickeln sich Embryonen. Werden die Eier von kleinen Fischen gefressen, schlüpfen die Larven, bohren sich durch die Darmwand und entwickeln sich im Mesenterium des Fisches. Nach einigen Wochen ist die Entwicklung abgeschlossen. Menschen infizieren sich, wenn sie rohe oder zu wenig gekochte Fische essen, die von C. philippinensis befallen sind. Die Eier des Parasiten können sich auch im menschlichen Dünndarm entwickeln und so zu einer Autoinfektion führen. Im menschlichen Darm schlängeln sich die erwachsenen Nematoden durch die Darmschleimhaut und rufen so Verletzungen von Epithelschicht und Submukosa hervor.
Symptome der Infektion sind chronischer Durchfall, Bauchschmerzen, Magenknurren, erheblicher Gewichtsverlust bis zur Kachexie und chronischer Verlust von Elektrolyten und Proteinen mit dem Durchfall. Im Gegensatz zu anderen Wurmerkrankungen führt die Capillariasis häufig zum Tode, wenn sie nicht rechtzeitig behandelt wird. Todesursache ist meist Herzversagen aufgrund der Elektrolytstörungen oder Sepsis aufgrund von bakteriellen Superinfektionen.
In der Anfangsphase der Erkrankung sind die Symptome unspezifisch. Die Diagnose erfolgt durch Nachweis von Eiern, Larven oder erwachsenen Würmern in Darminhalt oder Gewebsproben. Oft müssen viele Stuhlproben und Biopsien untersucht werden, bis die Diagnose gestellt werden kann.
Die Behandlung erfolgt mit Mebendazol oder Albendazol, 2 mal 200 mg pro Tag per os über 20 bis 30 Tage. Flüssigkeits- und Elektrolytverluste müssen ausgeglichen werden. Eine proteinreiche Ernährung wird empfohlen. Wegen der Gefährlichkeit der Erkrankung muss mit der Behandlung bereits bei Verdacht begonnen werden, noch bevor die endgültige Diagnose gestellt ist.